# DSP (Nintendo)

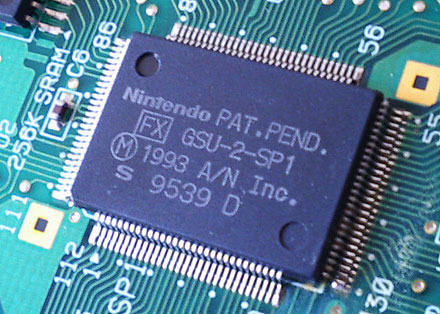
O coprocessador Super FX

DSP é um processador de sinal digital (DSP) utilizado em alguns cartuchos do Super Nintendo.

## Lista de jogos que utilizam os chips da série DSP
- (1991) Pilotwings
- (1992) Super Bases Loaded 2
- (1992) Super Mario Kart
- (1992) Dungeon Master (DSP-2)
- (1993) Final Stretch
- (1993) Lock On/Super Air Diver
- (1993) Ace Wo Nerae
- (1993) Armored Trooper Votoms
- (1993) Super 3D Baseball
- (1993) Suzuka 8 Hours
- (1994) Bike Daisuki! Hashiriya Kon - Rider's Spirits
- (1994) Michael Andretti's Indy Car Challenge
- (1994) Shutokou Battle 2
- (1994) Tsuchiya Keiichi: Shutokou Battle '94
- (1994) SD Gundam GX (DSP-3)
- (1995) Ballz 3D (DSP-1B)
- (1995) Battle Racers
- (1995) Super Air Diver 2
- (1995) Syutoko Battle Racing 2
- (1995) Suzuka 8 Hours
- (1995) Syutoko Battle Racing 94
- (1995) Super F1 Circus Gaiden
- (1995) Top Gear 3000 (DSP-4)